# Zopfiella tabulata
Zopfiella tabulata är en svampart som först beskrevs av Friederich Wilhelm Zopf, och fick sitt nu gällande namn av Georg Winter 1884. Zopfiella tabulata ingår i släktet Zopfiella och familjen Lasiosphaeriaceae.   Inga underarter finns listade i Catalogue of Life.